# Elfers
Elfers är en ort (CDP) i Pasco County, i delstaten Florida, USA. Enligt United States Census Bureau har orten en folkmängd på 13 986 invånare (2010) och en landarea på 9,2 km².